# Костарчук Віктор Миколайович
Віктор Миколайович Костарчук (22 серпня 1918, м. Костянтинівка — 19 липня 2001, Чернігів) — український вчений-математик та організатор вищої освіти, кандидат фізико-математичних наук, професор. Впродовж 27 років очолював Чернігівський педагогічний інститут та був Головою Правління обласної організації товариства «Знання». Свекор української акторки та активістки відродження УАПЦ в Чернігові Раїси Решетнюк.

## Життєпис
У 1936 р. Віктор закінчив середню школу в Костянтинівці і вступив на фізико-математичний факультет Харківського державного університету.
Закінчення університету і складання державних іспитів співпали з початком війни. Тож 9 липня 1941 р. був мобілізований до лав Радянської Армії і направлений до Вищої Військової школи протиповітряної оборони при Військовій академії імені М. В. Фрунзе в Москві. З травня 1942 р. лейтенант В. М. Костарчук вже на фронті як командир вогневого взводу зенітно-артилерійського полку.
З вересня 1948 р. В. М. Костарчук — асистент; а через рік і до січня 1955 р.– декан фізико-математичного факультету і старший викладач Житомирського педагогічного інституту.
У 1954 р. захистив кандидатську дисертацію «Дослідження деяких ітераційних процесів».
З 11 січня 1955 р. до 12 січня 1982 р. — директор і ректор Чернігівського педагогічного інституту. Доктор історичних наук Володимир Половець, який на початку 1980-х років обіймав одну з керівних посад Чернігівської області, згадував, що Віктор Костарчук був звільнений з ректорської посади «завдяки» генерал-майорові КДБ Альбертові Діченку через начебто критичний стан справ в інституті.
Професор кафедри математичного аналізу ЧДПУ імені Т. Г. Шевченка. Помер на 83-му році життя 19 липня 2001 року.

## Творчий доробок
Костарчук Віктор Миколайович — автор понад 70 наукових праць найпомітнішими з яких є «Курс вищої алгебри»
(К.; 1960; 1964; 1969 (співавт. Б. Хацет)); «Алгебра і теорія чисел» — Ч. 1. (1977);
Ч. 2. (1980) (співавт. С. Завало; Б. Хацет); «Математика» (К.; 1980; співавт.
В. Боровик; Л. Вивальнюк; Ю. Костарчук; З. Шефтель); «Про можливе неможливе в геометрії циркуля і лінійки» (К.; 1962; співвавт. Б. Хацет)
окремі праці
- «Дослідження деяких ітераційних процесів» (Житомир, 1954),
- «Об одном методе решения систем линейных уравнений и отыскании собственных векторов матрицы» (Доповіді Академії наук СРСР. — Т. XC VIII. — 1954. — № 4),
- «Застосування методу мінімальних нев'язок до знаходження власних чисел матриці» (Наукові записки Житомирського педагогічного інституту. — Т. III. — 1956),
- «Точная оценка уменьшения погрешности на одном шаге метода наискорейшего спуска» (Труды Воронежского государственного университета. — Вып.2. — 1956)

## Нагороди та звання
- Соросівський професор (1996)
- Тричі кавалер Ордена Трудового Червоного Прапора
- Орден Вітчизняної війни 1 ступеня (1985)
- Орден Червоної Зірки (1945)
- Медаль «За оборону Москви» (1944)
- Медаль «За перемогу над Німеччиною» (1945)